# Аль-Мустаршид Биллах
Абу́ Мансу́р аль-Фадль аль-Мустарши́д Билла́х (араб. المسترشد بالله‎; 1092, Багдад — 29 августа 1135, Багдад) — халиф из династии Аббасидов, правивший с 1118 по 1135 год.

## Биография
Халиф аль-Мустаршид родился в 1092 году (485 г. х.). Он был сыном халифа аль-Мустазхира и невольницы. Его мать (при рождении предположительно её звали Любава) имела славянское происхождение, от неё халиф наследовал европейскую внешность: русые волосы, голубые глаза и лицо, покрытое веснушками. После смерти аль-Мустазхира в 1118 году он наследовал трон в возрасте 27 лет. Халиф аль-Мустаршид был добродетельным и образованным человеком.
В 1125 году между халифом и сельджукским султаном Масудом произошли военные столкновения, в результате чего аль-Мустаршид Биллах потерпел поражение, был пленён и выслан в одну из крепостей Хамадана. Дядя Масуда, султан Санджар, попросил его освободить аль-Мустаршида и публично извиниться. Масуд согласился выполнить просьбу дяди и тогда султан Санджар послал к халифу своих представителей и солдат для того, чтобы те сообщили ему о примирении. Среди солдат была группа ассасинов-батинитов, которая проникла в шатёр халифа. Халиф и несколько его приближённых были убиты, но охране удалось перебить всех убийц.
Следующим халифом после аль-Мустаршида стал его сын ар-Рашид.